# Шарлота Августа Уелска
 Тази статия е за английската принцеса.  За белгийската вижте Шарлота Белгийска.  
Шарлота Августа Уелска (на английски: Charlotte Augusta of Wales) е английска принцеса.

## Биография
Родена е на 7 януари 1796 година в Лондон, Кралство Великобритания. Тя е единствено дете на Джордж, принц на Уелс, (който по-късно става крал Джордж IV) и Каролина фон Брауншвайг-Волфенбутел. Отгледана е от гувернантки и възпитатели, тъй като бащата и майката се разделят скоро след раждането ѝ.
През 1816 г. се омъжва за Леополд Сакс Кобург-Гота, който по-късно става крал на Белгия. На следващата година тя умира от кръвоизлив при раждането на техния син на 6 ноември 1817 г.